# Calamus discolor
Calamus discolor är en enhjärtbladig växtart som beskrevs av Carl Friedrich Philipp von Martius. Calamus discolor ingår i släktet Calamus och familjen Arecaceae.

## Underarter
Arten delas in i följande underarter:
- C. d. discolor
- C. d. negrosensis